# Нижегородский государственный академический театр кукол
Нижегородский государственный академический театр кукол — один из театров Нижнего Новгорода.
Расположен в комплексе с детским кинотеатром «Орлёнок» в доме № 39б по улице Большая Покровская. Один из двух кукольных театров России, который носит звание академического (с 1997 года). Здание построено в 1912 году по проекту архитектора Ф. О. Шехтеля. Театр существует с 1929 года. За годы существования поставлено более 300 спектаклей.

## История
Горьковский театр кукол был основан 27 января 1929 года супругами Татьяной Ивановной и Георгием Апполинарьевичем Яворовскими. В первой труппе театра, состоявшей из пяти энтузиастов, только одна Татьяна Ивановна Яворовская была профессиональной актрисой, окончив курсы при театре Е. Деммени в Ленинграде. Она и стала первым художественным руководителем «Театра Петрушки», как он тогда назывался. Георгий Апполинарьевич Яворовский, первый директор театра, создал первое в стране кукольное отделение в Горьковском театральном училище, которое начало подготовку профессиональных актёров-кукловодов.
Нижегородский театр кукол стал участником и лауреатом Международных фестивалей в Венгрии, Франции, Испании, Бельгии, гастролировал в Германии и США. Куклы, созданные в мастерских театра, получили Диплом и Большую серебряную медаль на Всемирной выставке в Брюсселе, получили награды в Нью-Йорке, в Чехословакии, во Франции, а многие из них были приобретены Центральным музеем им. Бахрушина города Москвы.
Режиссёры театра: Т. Яворская, Н. Соколоверова, Ю. Елисеев, народный артист РСФСР А. Мишин, В. Смирнов (Заслуженный артист России), главные художники: В. Ходько, А. Высоцкая, Н. Дрягина, А. Колесникова, И. Кострина, Л. Липовская, М. Зорина.
В 2024 году к 95-летнему юбилею театра выпущена книга «Сказочный театр», в которой описывается история театра и приводятся исторические документы с момента его основания в 1929 году и вплоть до 2024 года.
В 2024 году театр включен в список участников Всероссийского гастрольно-концертного плана «Большие гастроли».

## Награды
- Благодарность Министра культуры Российской Федерации (15 января 2004) — за многолетний плодотворный труд, за большой личный вклад в развитие театрального искусства и в связи с 75-летием со дня основания театра[5]